# Смит, Кейт
Кэтрин Элизабет «Кейт» Смит (англ. Kathryn Elizabeth "Kate" Smith, 1 мая 1907, Гринвилл, Виргиния — 17 июня 1986, Роли, Северная Каролина) — американская певица, ставшая известной после исполнения песен God Bless America (рус. «Да благословит Бог Америку») Ирвинга Берлина и "When the moon comes over the mountain" Гарри Вудса. Смит выступала на радио, телевидении, а наибольший успех к ней пришёл в середине 1940-х годов.
Её музыкальная карьера началась в 1931, когда она начала работать в Columbia Records. За год она спела около 20 песен, а наиболее известной из них стала That’s Why Darkies Were Born. В 1932 она снялась в картине Hello Everybody! (рус. «Привет всем!») вместе со звёздами Рэндольфом Скоттом и Сэлли Блейн, а в 1943 в военной картине This is the Army (рус. «Это армия») исполнила песню God Bless America — неофициальный гимн Соединённых Штатов Америки.
Наиболее известными её хитами стали River, Stay 'Way From My Door (1931), The Woodpecker Song (1940), The White Cliffs of Dover (1941), Rose O’Day (1941), I Don’t Want to Walk Without You (1942), There Goes That Song Again (1944), Seems Like Old Times (1946) и Now Is the Hour (1947).
Кейт Смит умерла от диабета 17 июня 1986 в Роли, Северная Каролина, и была похоронена в мавзолее на кладбище Сен-Агнес в Лейк-Плэсиде, округ Эссекс, штат Нью-Йорк.